# Phiala rubrivena
Phiala rubrivena är en fjärilsart som beskrevs av George Francis Hampson 1910. Phiala rubrivena ingår i släktet Phiala och familjen Eupterotidae. Inga underarter finns listade i Catalogue of Life.